# José Alday
José Alday (Hermosillo, Sonora; 14 de septiembre de 1991) es un artista marcial mixto mexicano que compite en la división de peso gallo.

## Carrera de artes marciales mixtas

### Carrera temprana y UWC México
Alday empezó su carrera como peleador el 15 de febrero de 2014 con una victoria por decisión unánime sobre Alayn Castellanos. Antes de arribar a la promoción Combate Americas, sumaría en 11 peleas registradas nueve victorias (incluyendo dos en Ultimate Warrior Challenge México), tres derrotas y un empate.

### Combate Américas
Alday debutó en Combate Américas el 13 de abril de 2018 en el evento Combate Estrellas 1, derrotando a John Castañeda por decisión dividida.
Meses después de su debut, Alday derrotó a Gustavo Lopez el 14 de septiembre en Combate 24 para convertirse en el primer Campeón de Peso Gallo de la organización. Sin embargo, perdió el título en la revancha ante Lopez el 29 de marzo de 2019 en Combate 33.
Alday se enfrentó a Juan Pablo González el 7 de junio de 2019 en Combate 39, ganando la pelea por decisión unánime. El 11 de octubre de ese mismo año, se enfrentó a Joby Sanchez en Combate Tucson, perdiendo la pelea por decisión unánime.
Luego de más de un año sin actividad, Alday regresó para el encabezar el evento Combate Global: Alday vs. Lopez el 14 de mayo de 2021 ante Marcos Lopez. Ganó la pelea por nocaut técnico en el primer asalto.

### Dana White's Contender Series
Alday fue un participante de la quinta temporada del Dana White's Contender Series en busca de un contrato con Ultimate Fighting Championship (UFC), enfrentándose a Saimon Oliveira el 7 de septiembre de 2021; Alday perdió la pelea y por ende, dicho contrato.

## Campeonatos y logros
- Combate Global
  - Campeonato de Peso Gallo de Combate Global (una vez, inaugural)

## Récord en artes marciales mixtas
| Récord profesional | Récord profesional | Récord profesional |
| 21 peleas          | 13 victorias       | 7 derrotas         |
| ------------------ | ------------------ | ------------------ |
| Nocaut             | 3                  | 3                  |
| Sumisión           | 4                  | 2                  |
| Decisión           | 6                  | 2                  |
| Empate             | 1                  | 1                  |

| Resultado | Récord | Oponente                 | Método                      | Evento                              | Fecha                    | Ronda | Tiempo | Localización            | Notas                                     |
| --------- | ------ | ------------------------ | --------------------------- | ----------------------------------- | ------------------------ | ----- | ------ | ----------------------- | ----------------------------------------- |
| Derrota   | 13–7–1 | Eduardo Dantas           | KO (patada a la cabeza)     | FAC 12                              | 6 de febrero de 2022     | 2     | 4:25   | Independence, Misuri    |                                           |
| Derrota   | 13–6–1 | Saimon Oliveira          | Decisión (dividida)         | Dana White's Contender Series       | 7 de septiembre de 2021  | 3     | 5:00   | Las Vegas, Nevada       |                                           |
| Victoria  | 13–5–1 | Marcos Lopez             | TKO (rodillazos y golpes)   | Combate Global: Alday vs. Lopez     | 14 de mayo de 2021       | 1     | 0:57   | Miami, Florida          |                                           |
| Derrota   | 12–5–1 | Joby Sanchez             | Decisión (unánime)          | Combate Tucson                      | 11 de octubre de 2019    | 3     | 5:00   | Tucson, Arizona         |                                           |
| Victoria  | 12–4–1 | Juan Pablo González      | Decisión (unánime)          | Combate 39                          | 7 de junio de 2019       | 3     | 5:00   | Tucson, Arizona         |                                           |
| Derrota   | 11–4–1 | Gustavo López            | TKO (golpes)                | Combate Americas: Alday vs. Lopez 2 | 29 de marzo de 2019      | 1     | 2:19   | Tucson, Arizona         | Perdió el Campeonato de Peso Gallo de CG. |
| Victoria  | 11–3–1 | Gustavo López            | Decisión (dividida)         | Combate Americas: Alday vs. Lopez   | 14 de septiembre de 2018 | 3     | 5:00   | Phoenix, Arizona        | Ganó el Campeonato de Peso Gallo de CG.   |
| Victoria  | 10–3–1 | John Castañeda           | Decisión (dividida)         | Combate Estrellas 1                 | 13 de abril de 2018      | 3     | 5:00   | Los Angeles, California |                                           |
| Victoria  | 9–3–1  | Gianni Di Chiara Vázquez | Decisión (mayoritaria)      | JFL 16                              | 15 de julio de 2017      | 3     | 5:00   | Tlalnepantla de Baz     |                                           |
| Derrota   | 8–3–1  | Irving Hernández         | TKO (paro médico)           | Combate 12                          | 30 de marzo de 2017      | 2     | 5:00   | Tijuana                 |                                           |
| Empate    | 8–2–1  | Mahatma García           | Empate (dividido)           | WTC 4: Alday vs. Garcia             | 15 de octubre de 2016    | 3     | 5:00   | La Paz                  |                                           |
| Derrota   | 8–2    | Mauricio Cubillo         | Sumisión (anaconda choke)   | Calvo Promotions 11                 | 3 de septiembre de 2016  | 2     | 2:25   | San José                |                                           |
| Victoria  | 8–1    | Enrique Barragán         | Sumisión (guillotine choke) | WFC 15                              | 14 de mayo de 2016       | 3     | 0:50   | Reynosa                 |                                           |
| Derrota   | 7–1    | Masakatsu Ueda           | Sumisión (rear-naked choke) | Pancrase 275                        | 31 de enero de 2016      | 3     | 2:02   | Tokio                   |                                           |
| Victoria  | 7–0    | Jonathan Cruz            | TKO (golpes)                | Mexico Fighter 7                    | 28 de noviembre de 2015  | 2     | 1:24   | Hermosillo              |                                           |
| Victoria  | 6–0    | Nelson Ferreira          | Sumisión (rear-naked choke) | Jungle Fight 81                     | 12 de septiembre de 2015 | 2     | 3:46   | Palmas                  |                                           |
| Victoria  | 5–0    | Héctor Valenzuela        | Decisión (unánime)          | UWC México 14: Bravo vs. Suruy      | 27 de junio de 2015      | 3     | 5:00   | Tijuana                 |                                           |
| Victoria  | 4–0    | Daniel Quevedo Angeles   | TKO (golpes)                | Xtreme Kombat 29                    | 14 de marzo de 2015      | 2     | 2:23   | Ciudad de México        |                                           |
| Victoria  | 3–0    | Ricardo González         | Sumisión (rear-naked choke) | WFC 13                              | 29 de noviembre de 2014  | 4     | 0:32   | Monterrey               |                                           |
| Victoria  | 2–0    | Alexis Ramos             | Sumisión (rear-naked choke) | UWC & EVT: Sánchez vs. Castillo     | 18 de octubre de 2014    | 2     | 4:47   | Tijuana                 |                                           |
| Victoria  | 1–0    | Alayn Castellanos        | Decisión (unánime)          | Mexico Fighter 5                    | 15 de febrero de 2014    | 3     | 5:00   | Hermosillo              |                                           |